# 지구정상회의
지구 정상 회의(地球頂上會議, 영어: Earth Summit) 또는 리우 회의(영어: Rio Summit)는 1992년 6월 3일부터 6월 14일까지 브라질 리우데자네이루에서 열린 국제 회의로, 전 세계 185개국 정부 대표단과 114개국 정상 및 정부 수반들이 참여하여 지구 환경 보전 문제를 논의한 회의이다. 정식 명칭은 환경 및 개발에 관한 유엔 회의(United Nations Conference on Environment and Development, UNCED)이다.
이 회의에서는 선언적 의미의 '리우 선언'과 '의제 21(Agenda 21)'을 채택하고, '지구 온난화 방지 협약', '생물다양성 보존 협약' 등이 각각 수십 개국에 의해 별도 서명됨으로써 지구환경보호 활동의 수준이 한 단계 높아지는 성과를 낳았다.

## 개요
이 회의는 178개국 정부 대표 8,000여 명과 167개국의 7,892개 민간단체 대표 1만여 명, 취재기자 6,000여 명, 대통령·수상 등 국가정상급 인사 115명 등이 참석한 사상 최대 규모의 국제 회의였다. 주요행사로는 각국 의원이 참가한 '의원 대회', 도시환경문제를 의논한 '세계도시회의', 그리고 '국제환경기술박람회', '국제환경언론가대회', '열대식물환경조사회의' 등이 개최되었다. 또한 이 회의의 최대 쟁점사항인 개발도상국(개도국)에 대한 재정지원 및 기술이전 문제를 둘러싸고 선진국과 개도국 간의 입장이 첨예하게 대립하여 4차례에 걸쳐 독일·프랑스·노르웨이·일본 등지에서 세계 각국 정상들과 인사들로 구성된 현인 회의(Wiseman's Meeting)가 개최되었다. 이들 현인회의는 비공식적인 회의였지만 세계 저명인사들이 대거 참석하여 권고적 성격의 결의안을 채택하여 리우회의의 협상 돌파구를 마련하는 데 기여했다. 이밖에도 회의에 대한 개도국의 입장정립과 공동전선 형성을 논의하기 위한 주요 개도국 회의가 3차례에 걸쳐 인도·중국·말레이시아에서 열렸다.

## 채택된 선언
- 지구헌장으로서 <환경과 개발에 관한 리우 선언>
- 환경보전 행동계획으로서 <아젠다 21>
- 지구온난화 방지를 위한 <기후변화협약>
- 종의 보전을 위한 <생물학적 다양성 보전조약>
- 삼림보전을 위한 원칙
- 환경보전을 위한 자금 공급방책 및 기술이전 등

환경과 개발에 관한 리우 선언, 아젠다21, 기후변화협약, 생물학적 다양성 보전조약, 삼림보전의 원칙이 채택되었으나 남북 대립으로 인해 여러 가지 문제점이 남게 되었다. <아젠다 21> 중에서 '정부 개발 원조'(ODA)의 국민총생산(GNP) 대비 0.7%를 계획했지만, 기한은 밝혀지지 않았으며 기후변화협약은 미국의 반대로 이산화탄소 규제 및 기한을 규정한 문구가 없었다. 생물학적 다양성 보전조약은 미국 측이 유전 자원 개발에 관한 지적 소유권 보전을 이유로 마지막까지 조약에 조인하지 않았다. 삼림 보전의 원칙에도 개발권만이 전면에 부상되었을 뿐 '보전의 원칙'이 제대로 적용되지 못했다는 비판을 받았다.

## 특이 사항
- 리우환경회의 중간에 캐나다 출신 12살 소녀 세번 스즈키의 연설문이 발표되었다. 내용은 다음과 같다.[3]

세상의 모든 어버이들께

안녕하세요. 저는 세번 컬리스 스즈키입니다.

저는 에코(ECHO-환경을 지키는 어린이 조직)의 대표로 여기에 왔습니다. 저희들은 열두 살에서 열세 살 사이의 캐나다 아이들로서 무언가 변화에 기여하려는 모임을 만들었는데, 바네사 수티, 모건 가이슬러, 미셜 퀴그, 그리고 제가 회원이에요. 어른들께 살아가는 방식을 바꾸지 않으면 안 될 거라는 말씀을 드리기 위해 6천 마일을 여행하는 데 필요한 경비를 저희 스스로 모금했답니다. 저는 미래의 모든 세대들을 위해 여기에 섰습니다. 저는 세계 전역의 굶주리는 아이들을 대신하여 여기에 섰습니다. 저는 이 행성 위에서 죽어 가고 있는 수많은 동물들을 위해 여기에 섰습니다. 저희는 이제 말하지 않고는 그냥 있을 수 없게 되었거든요.

저는 오존층의 구멍 때문에 햇빛 속으로 나가기가 두렵습니다. 저는 아빠와 함께 밴쿠버에서 낚시를 즐겼습니다. 그런데 바로 몇 해 전에 암에 걸린 물고기들을 발견했습니다. 그리고 지금 우리는 날마다 동식물이 사라지고 있다는, 그것들이 영원히 소멸되고 있다는 소식을 듣고 있습니다. 저는 언제나 야생 동물들의 무리를 보고 싶었고, 새들과 나비들로 가득 찬 정글과 열대 숲을 보기를 꿈꿨습니다. 그렇지만 제가 엄마가 되었을 때 저희 아이들이 볼 수 있도록, 그런 것들이 세상에 과연 존재하고 있기나 할지 모르겠습니다. 여러분은 이런 소소한 것에 대해서 제 나이 때 걱정해 보셨습니까?

이 모든 것이 실제로 우리 눈앞에서 일어나고 있는데도, 우리는 마치 충분한 시간과 해결책을 가지고 있는 것처럼 행동하고 있습니다.  저는 어린아이일 뿐이고, 따라서 해결책을 가지고 있지 않습니다. 저는 여러분께서 과연 해결책을 갖고 있으신지 묻고 싶습니다. 여러분은 오존층에 난 구멍을 수리하는 방법, 죽은 강으로 연어를 다시 돌아오게 하는 방법, 사라져 버린 동물을 되살려 놓는 방법을 알지 못합니다. 그리고 여러분은 이미 사막이 된 곳을 푸른 숲으로 되살려 놓을 능력도 없습니다.

여러분이 고칠 방법을 모른다면, 제발 그만 망가뜨리시기 바랍니다!

여러분은 정부의 대표로, 기업가로, 기자나 정치가로 여기에 와 계실 겁니다. 그렇지만 여러분은 그 이전에 어머니와 아버지, 형제와 자매, 아주머니와 아저씨들이며, 그리고 여러분 모두 누군가의 자녀입니다. 저는 어린아이일 뿐입니다. 그렇지만 저는 우리가 모두 삼십오억 명으로 된 가족, 아니 삼천만 종으로 된 한 가족의 일부리는 사실을 알고 있습니다. 우리는 모두 공기, 물, 흙을 나누어 가지고 있으며, 정부와 국경이 감히 그것을 변경하지는 못할 겁니다.

저는 어린아이일 뿐입니다. 그렇지만 저는 우리가 모두 하나이며, 하나의 목표를 향해 행동해야 한다는 것만은 알고 있습니다. 저는 분노하고 있지만, 눈멀어 있지는 않습니다. 저는 두려워하고 있지만, 제가 어떻게 느끼는지 세상에 말하는 것을 망설이지는 않습니다. 우리나라 사람들은 너무 많은 쓰레기를 만들어 냅니다. 

우리는 사고 버리고, 또 사고 버립니다. 그러면서도 가난한 사람들과 나누려 하지 않습니다. 우리는 필요한 것보다 더 많이 가지고 있으면서도 조금도 잃고 싶지 않고, 나누어 갖기를 두려워합니다.  저는 이틀 전 여기 브라질에서 큰 충격을 받았습니다. 저희는 길거리에서 살고 있는 몇몇 아이들과 얼마 동안 시간을 보냈습니다. 그 중 한 아이가 저희에게 이렇게 말하더군요.

"내가 부자가 되었으면 좋겠다. 만약 내가 부자라면 나는 거리의 모든 아이들에게 음식과 옷과 약과 집, 그리고 사랑과 애정을 주겠다."

아무것도 가진 게 없는 거리의 아이가 기꺼이 나누겠다고 하는데, 모든 것을 다 가지고 있는 우리는 어째서 그토록 인색할까요? 저는 이 아이들이 제 또래라는 사실을 자꾸 생각하게 됩니다. 어디서 태어났는가 하는 사실이 굉장한 차이를 만든다는 것, 저도 리우의 빈민가 파벨라스에 살고 있는 저 아이들 중 하나일 수 있었음을 생각하지 않을 수 없습니다. 저는 소말리아에서 굶주려 죽어 가는 한 어린이일 수도 있었고, 중동의 전쟁 희생자, 또는 인도의 거지일 수도 있었습니다.

저는 아이일 뿐입니다. 그렇지만 전쟁에 쓰이는 모든 돈이 빈곤을 해결하고, 환경 문제를 해결하는 데 쓰인다면, 이 지구가 얼마나 멋진 곳으로 바뀔지 알고 있습니다.  학교에서도, 유치원에서도, 어른들은 저희에게 착한 사람이 되라고 가르칩니다. 어른들은 서로 싸우지 말고 존중하며, 자원을 절약하고, 몸과 주변을 청결히 하고, 다른 생물들을 해치지 말고 보호하며, 자연을 더불어 나누어야 한다고 가르칩니다. 그런데 어째서 여러분 어른들은 저희에게 하지 말라고 하고 바로 그런 행동을 하십니까? 여러분이 이 회의에 참석하고 게신 이유가 무엇이며, 누구를 위해서 이런 회의를 열고 있는지 잊지 마십시오. 저희는 여러분의 아이들입니다. 여러분은 저희가 앞으로 어떤 세계에서 자라날지 결정하고 계신 겁니다.

"모든 일이 잘 될 거야. 우리는 최선을 다하는 중이고, 세상의 종말은 오지 않을 거야."

라고 부모님들이 자녀들을 안심시킬 수 있어야만 합니다. 그렇지만 여러분은 그런 말을 저희에게 더 이상 할 수 없을 것 같아 보입니다. 도대체 어린 아이들이 여러분이 하고있는 회의의 우선순위에 올라있기나 합니까?

저희 아빠는 항상 말씀하십니다.

"너의 말이 아니라 행동이 진짜 너를 만든단다."

하지만, 여러분의 행동은 밤마다 저를 울게 합니다. 여러분은 항상 저희를 사랑한다고 말합니다. 저는 이 자리에서 여러분에게 호소합니다. 제발 저희의 바램이 여러분의 행동에 반영되도록 노력해 주십시오.

## 같이 보기
- 사전예방원칙
- 유엔 인간 환경 회의